# Fella-Werke
Fella-Werke GmbH est une entreprise allemande spécialisée dans le matériel de récolte fourragère et basée à Feucht, en Allemagne (au sud-ouest de Nuremberg, en Bavière). Elle a été créée en 1918 en tant que société de fabrication de herses et a connu de nombreuses évolutions.
À l'heure actuelle, Fella est le fabricant qui possède la plus vaste gamme de faucheuses, faneuses  et andaineurs.[réf. nécessaire] Les machines sont rouge vif tandis que les dispositifs de sécurité sont jaune vif. Le logo est un carré rouge vif avec un cercle blanc à l'intérieur qui arbore le nom Fella écrit en noir et en caractères gras. Le slogan de Fella est « Transformer l'énergie ».

## L'histoire du nom
L'origine du nom Fella n'est pas tout à fait claire. Il se pourrait que le nom Fella vienne du mot égyptien « Fellah » signifiant fermier ou paysan. Les « fallahin » (au pluriel) étaient utilisés par les pharaons de l'Égypte antique pour bâtir leurs pyramides. Ils représentaient la classe sociale la plus basse et luttaient sans cesse pour améliorer leur condition sociale. C'est une similitude avec Fella, qui cherche à devenir l'un des grands fabricants de matériel agricole et de matériel de récolte fourragère.

## L'histoire
En 1917, M. Josef Hackl et M. Albert Löffler ont eu l'idée de créer une société de fabrication de herses. La Première Guerre mondiale allait bientôt se terminer et ils ne doutaient pas que la production de matériel en métal allait augmenter, tout comme les ventes de matériel agricole. M. Hackl et M. Löffler voulaient saisir leur chance. Une chose les a grandement aidé : le fait d'avoir un pied chez Isaria-Zählerwerke (une entreprise qui produisait des radios et a été rachetée plus tard par Siemens).
Isaria-Zählerwerke représente un pan très important de l'histoire de Fella-Werke GmbH. Les membres du directoire d'Isaria-Zählerwerke, dont faisait partie M. Hackl, avaient en effet décidé de racheter Bayerische Harzprodukte-Fabrik GmbH, une entreprise qui fabriquait des produits à base de bois. L'entreprise louait ses propres terres à l'entreprise de meubles Karl Beer. Ces terres ont été déterminantes pour l'avenir de Fella-Werke GmbH. Lorsque M. Josef Hackl a présenté son idée aux membres du directoire d'Isaria-Zählerwerke et aux dirigeants de Bayerische Harzprodukte-Fabrik GmbH, tous ont pensé qu'elle pouvait fonctionner et ont décidé de la mettre en œuvre.
Ils ont décidé d'investir un capital de départ de 300 000 Deutsche Mark dans une nouvelle entreprise appelée Bayerische Eggenfabrik AG (rebaptisée plus tard Fella-Werke GmbH). Ils étaient convaincus qu'après la Première Guerre mondiale, il y aurait une augmentation de la demande de machines agricoles. Et l'entreprise Isaria-Zählerwerke, basée à Munich, ne pouvait pas à elle seule répondre à cette demande.
M. Albert Löffler a quitté Isaria-Zählerwerke le 31 décembre 1917 et, le 1er janvier 1918, il est devenu Directeur général de l'entreprise Bayerische Eggenfabrik AG, basée à Feucht, en Allemagne. La véritable création de l'entreprise date du 9 février 1918, jour de l'acquisition des terres exploitées par l'entreprise de meubles Karl Beer. Ces terres faisaient environ 3,75 hectares et ont été achetées pour 168 000 Deutsche Mark.
Sous la direction de M. Albert Löffler, une entreprise de production de herses a vu le jour. Elle est aujourd'hui connue sous le nom de Fella-Werke GmbH. Très vite, Fella a commencé à racheter d'autres entreprises. En 1923, Fella a fait l'acquisition d'une entreprise de remorques auto-chargeuses et, en 1924, a démarré la production de charrues. En 1931, Fella a absorbé la société Epple & Buxmann d'Augsbourg. Cette étape est cruciale pour les technologies de récolte. En effet, c'est avec cette acquisition que Fella a démarré la production de faucheuses, faneuses et andaineurs (principalement pour la production de céréales).

1954 marque le lancement de la Jupiter, une moissonneuse-batteuse automotrice. Cette moissonneuse était très moderne et très évoluée pour son époque. Elle était capable de traiter non pas un, mais plusieurs types de céréales. En 1966, Fella-Werke GmbH a ajouté des silos à sa gamme de produits. Dans les années 1980 et 1990, Fella a commencé à se concentrer sur une gamme de produits fourragers. L'entreprise a conservé une large gamme de produits, mais s'est focalisée sur le développement des produits de récolte fourragère.
Depuis, Fella n'a cessé d'accumuler les innovations techniques dans ce domaine, comme l'attestent la faucheuse à disques combinée la plus large du monde (à la largeur de travail de 10,34 m), les faneuses de 11 m et 13 m et l'andaineur TS 40000.

## Le présent
Fella-Werke GmbH est toujours implantée à Feucht, en Allemagne. La gamme de produits actuelle comprend exclusivement du matériel de récolte fourragère : des faucheuses, des faneuses et des andaineurs. Fella est connue pour sa gamme de produits de récolte fourragère sans égale et ses machines de dimensions professionnelles.

## La direction
Fella-Werke connu de nombreux changements de direction. En 1988, à la suite du rachat de l'entreprise par ses salariés, M. Peter Timmermann est devenu Directeur général. En 1999, M. Timmermann a vendu la société à un groupe d'investisseurs hollandais (Netagco) qui a investi massivement dans Fella. Netagco s'est principalement attaché à moderniser les vieux bâtiments de Fella, notamment en construisant un nouveau hall de production et un bâtiment de bureaux moderne.
En 2004, Fella a été rachetée par le groupe italien Argo qui a intégré Fella dans sa filiale, Laverda. En 2007, il est devenu nécessaire pour Argo de vendre 50 % de Laverda au groupe américain AGCO et, fin 2010, AGCO a annoncé son intention de racheter les parts restantes de Laverda, absorbant ainsi Fella-Werke GmbH. Le rachat a été finalisé en mars 2011.

## La gamme de machines actuelle

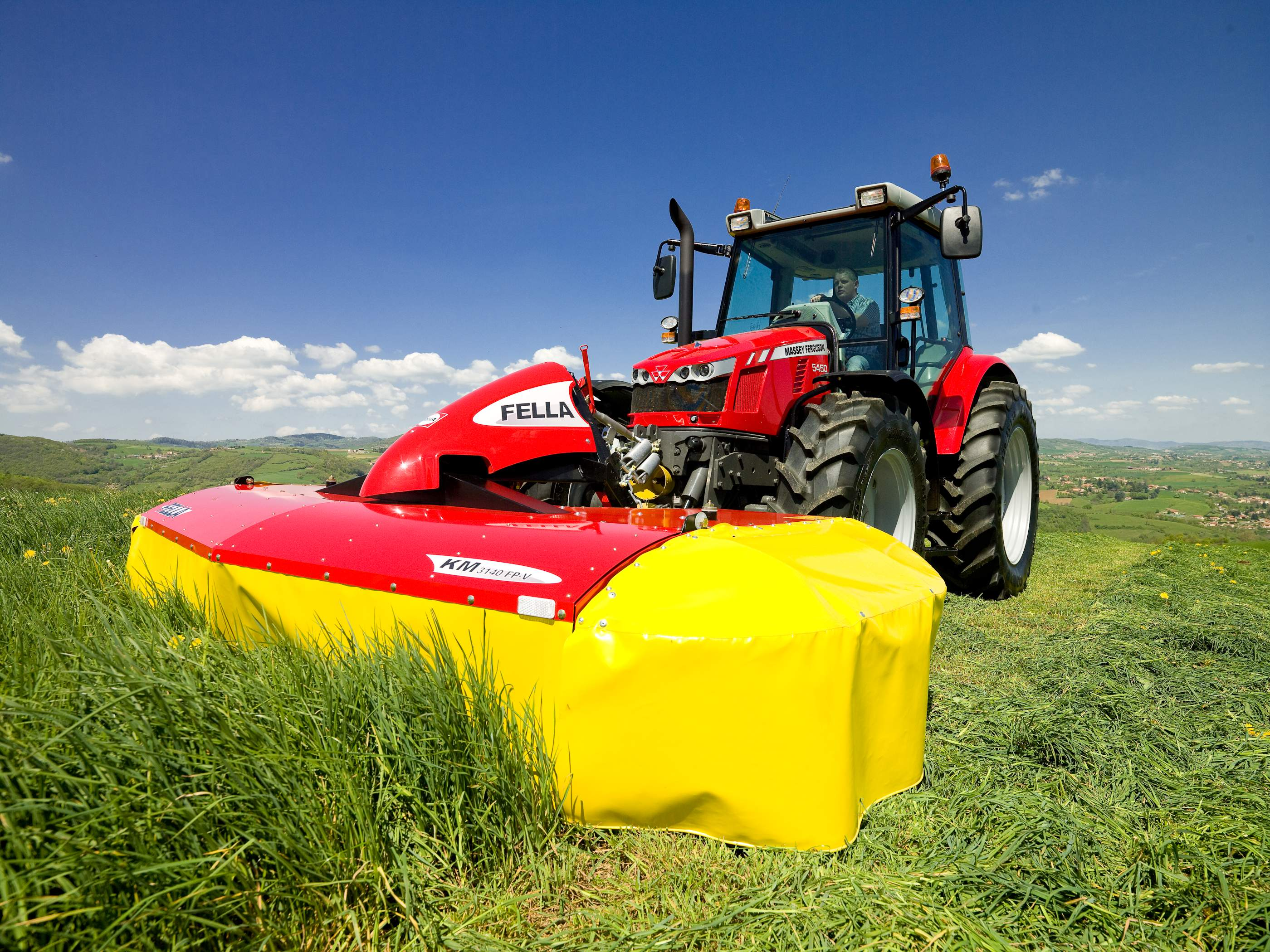
Tracteur Massey Ferguson 5450 et faucheuse à tambours Fella KM 3140 FP-V

Fella-Werke propose actuellement des faucheuses à tambours, des faucheuses à disques, des faneuses, des andaineurs, des conditionneurs et d'autres outils.
Les faucheuses à tambours vont de 1,65 m à 3,06 m (faucheuses simples). Les faucheuses à disques, quant à elles, vont de 1,66 m à 9,30 m. Elles sont proposées avec différentes options : des conditionneurs à dents et à rouleaux mais aussi un groupeur à tapis pour l'andainage après le fauchage.
À l'heure actuelle (2011), Fella propose la faneuse la plus large du marché : la TH 1800 Hydro de 17,50 m. Il existe aussi de petits outils pour les tracteurs alpins, comme la TH 400 DS Hydro de 4,00 m.
Les andaineurs comprennent le TS 301 DS de 3,40 m, la plus petite machine alpine, et le TS 4000, à la largeur de travail de 12,50 m. Ils bénéficient de plusieurs innovations brevetées, notamment le « jet effect ».

## L'usine de production

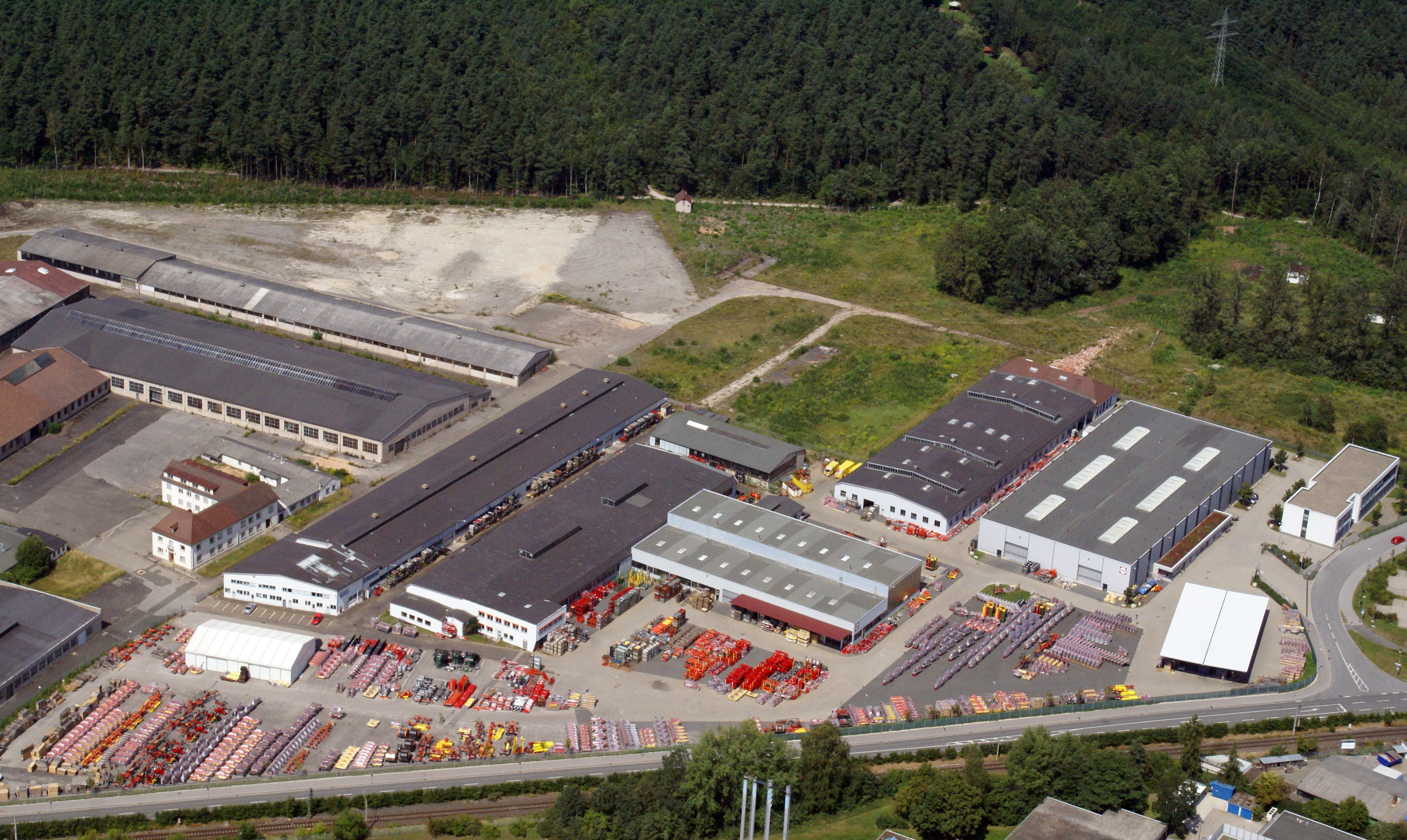
Fella-Werke 2010

Depuis sa création, en 1918, l'entreprise a vu ses terrains s'étendre puis diminuer. À ses débuts, Fella occupait 3,75 ha. À un certain moment, elle a atteint 17,59 ha. Aujourd'hui, elle possède 4,60 ha et cinq bâtiments distincts.
En 1997, Fella a revu le concept de gestion de l'usine de production. Il a été décidé de créer quatre bâtiments autonomes. Chacun des bâtiments est responsable de son propre type de machine. Il y a donc un bâtiment pour les faucheuses à tambours, un pour les faucheuses à disques, un pour les faneuses et un pour les andaineurs. Il y a deux managers responsables des ouvriers de l'usine, des questions de production et de la gestion de l'usine. Ces modifications se sont traduites par une hausse de la productivité et une amélioration de la flexibilité et de la qualité. C'est ce qui a valu à Fella en 1998 la distinction International Best Factory Award.